# Trigonospila brevifacies
Trigonospila brevifacies là một loài ruồi trong họ Tachinidae.